# غريغوري ويمبي
غريغوري ويمبي (بالفرنسية: Grégory Wimbée)‏ (مواليد 19 أغسطس 1971 في إسي لي نانسي - فرنسا) لاعب كرة قدم فرنسي يلعب حاليا لصالح نادي الدرجة الأولى فالينسيان الفرنسي منذ 2009 في مركز حارس مرمى .

## روابط خارجية
- غريغوري ويمبي على موقع رابطة كرة القدم الفرنسية للمحترفين (الإنجليزية)
- غريغوري ويمبي على موقع قاعدة بيانات كرة القدم.إي يو (الإنجليزية)
- غريغوري ويمبي على موقع ليكيب (الفرنسية)
- غريغوري ويمبي على موقع Soccerway.com (الإنجليزية)
- غريغوري ويمبي على موقع عالم كرة القدم.نت (الإنجليزية)